# 프레데릭 (음악 그룹)
프레드릭(일본어: フレデリック)은 일본의 록 밴드이다. 이란성 쌍둥이인 미하라 켄지와 미하라 코지 형제를 중심으로 고베에서 결성되었다.
2012년『MUSICA』, 『A-Sketch』, 『SPACE SHOWER TV』, 『HIP LAND MUSIC』 프로그램의 합동 오디션인 「MASH FIGHT vol.1」에서 특별상을 수상했다.
2014년 9월 24일, 미니앨범인 『oddloop』로 A-Sketch에서 메이저 데뷔를 하였다.

## 밴드명의 유래
밴드 이름 '프레드릭'은 레오 리오니 그림책 「프레드릭」의 주인공 이름에서 유래되었다.
"동면 중 식량이 부족할 때 말로 사람들의 마음을 충족시킨 '프레데릭'처럼, 음악으로 사람들의 마음을 충족시키는 존재가 되고 싶다."라는 소원이 담겨져있다.

## 밴드 결성
켄지와 코우지가 고등학교 밴드부에서 함께 부장과 부부장을 했었지만. 졸업 후 켄지는 음악전문대에, 코우지는 디자인 공부를 위해 예대에 진학하면서 떨어지게 되었다. 그러나 켄지가 음악을 하기로 생각하면서, "밴드를 한다면 코우지와 하고 싶다."라고 코우지에게 말을 걸었다. 그걸 기점으로 프레드릭이 시작되었다.

## 구성원

### 미하라 켄지(三原 健司, みはら けんじ)
1990년 2월 20일생
보컬과 기타를 담당하고 있다. 쌍둥이 형.

### 미하라 코우지(三原 康司, みはら こうじ)
1990년 2월 20일생
베이스, 코러스를 담당하고 있다. 작사와 작곡, 삽화도 하고 있다. 쌍둥이 동생. 밴드의 리더이다.

### 아카가시라 류우지(赤頭 隆児, あかがしら りゅうじ)
1989년 6월 26일생
기타를 담당하고 있다.

### 타케루 타카하시(高橋武 たかはし たける)
1989년 6월 13일생
드럼을 담당하고 있다.

## 전 멤버
- kaz.(드러머)

## 뮤직 비디오
「オドループ」 (oddloop) - https://www.youtube.com/watch?v=PCp2iXA1uLE / 2014.08.27
「オワラセナイト」 (OWARASE NIGHT) - https://www.youtube.com/watch?v=Q3sigAJXG1E / 2015.03.31
「ハローグッバイ」 (Hello Goodbye) - https://www.youtube.com/watch?v=c9nUD4iwrSA&list=PLefHKTRTJpDMqNv6ZQRXiwdPYDETmFq5w&index=8 / 2015.11.30
「オンリーワンダー」 (ONLYWONDER) - https://www.youtube.com/watch?v=oCrwzN6eb4Q / 2016.05.21
「リリリピート」 (Rererepeat) - https://www.youtube.com/watch?v=VjAxLbmy83E / 2016.09.21
「ナイトステップ」 (Night Step) - https://www.youtube.com/watch?v=t_RogQwLq-M&list=PLefHKTRTJpDMqNv6ZQRXiwdPYDETmFq5w / 2016.10.21